# Thomery
 Thomery  es una población y comuna francesa, en la región de Isla de Francia, departamento de Sena y Marne, en el distrito de Fontainebleau y cantón de Moret-sur-Loing, en un meandro del Sena.

## Demografía
| 1949 | 1906 | 2249 | 2647 | 3025 | 3203 |
| Para los censos de 1962 a 1999 la población legal corresponde a la población sin duplicidades (Fuente: INSEE [Consultar]) |      |      |      |      |      |

## Lugares de interés
- Iglesia de Saint-Amand, del siglo XIII, monumento histórico de Francia.
- El castillo de la Rivière.
- El camino des Longs Sillons.
- El Bosque de Fontainebleau.